# Remeniny
Remeniny é um município da Eslováquia, situado no distrito de Vranov nad Topľou, na região de Prešov. Tem 10,59 km² de área e sua população em 2018 foi estimada em 282 habitantes.

## Demografia
| Ano:        | 1994 | 2004   | 2014   | 2024   |
| ----------- | ---- | ------ | ------ | ------ |
| Broj ljudi: | 276  | 294    | 302    | 282    |
| Razlika:    |      | +6,52% | +2,72% | -6,62% |

| Ano:               | 2023 | 2024   |
| ------------------ | ---- | ------ |
| Número de pessoas: | 270  | 282    |
| Diferença:         |      | +4,44% |